# Florian Kratschmer von Forstburg
Florian Kratschmer, od roku 1908 rytíř von Forstgurg (20. dubna 1843 Jívová – 11. června 1922 Vídeň) byl rakouský vojenský lékař a hygienik.

## Život
Narodil se v rodině tkalce. Studoval lékařství na Vídeňské medicínsko-chirurgické akademii (Josefinum), kde v roce 1869 získal doktorát. Pak pracoval jako asistent v posádkové nemocnici ve Vídni a až do roku 1874 v laboratoři Josefina. V roce 1876 se stal členem Vojenského lékařského výboru a Nejvyšší lékařské rady. Od roku 1877 pracoval jako soukromý učitel forenzní a hygienické chemie na univerzitě ve Vídni a po smrti Josefa Nováka v roce 1886 suploval obor hygieny. V roce 1888 byl jmenován docentem. V roce 1900 se stal komandistou nové vojenské lékařské školy.Od roku 1901 byl presidentem lékařského výboru a Nejvyšší lékařské rady. V roce 1903 byl Vídeňskou univerzitou jmenován profesorem lékařské chemie a hygieny. Byl prvním vojenským lékařem v tomto oboru. V roce 1908 byl pasován na rytíře z Forstburgu. V roce 1909 byl povýšen do hodnosti lékaře generálplukovníka a jmenován velitelem vojenského lékařského důstojnického sboru. V roce 1911 odešel do důchodu.
Zemřel ve Vídni 11. června 1922 a je pohřben na hřbitově v Döblingu.
Od roku 1912 byl čestným členem Společnosti lékařů ve Vídni.
Kratschmer von Forstburg získal proslulost především prostřednictvím studií o pitné vodě a potravinách. V roce 1885 úspěšně vydal zprávu proti znečištění dunajské vody, která byla určena pro zásobování Vídně pitnou vodou.

## Publikační činnost (výběr)
Kratschmer von Forstburg publikoval na 35 vědeckých prací.
- Eine leicht ausführbare Methode zur Untersuchung des Genußwassers, 1876–1881, 2 Aufl.
- Die wichtigsten Geheimmittel und Specialitäten, 1888
- Über die hygienische Bedeutung der Kochkunst (Volksschriften der Österreichischen Gesellschaft für Gesundheitspflege, Heft 3), 1896
- společně s Emanuel Senft: Mikroskopische und mikrochemische Untersuchung der Harnsedimente, 1901–1909, 3 Aufl. darunter eine in tschechisch. Dostupné online.
- Lehrbuch der Somatologie und Hygiene für Militärbildungsanstalten, 1902
- Taschenbuch für praktische Untersuchungen der wichtigsten Nahrungs- und Genußmittel, 1903–1919, 3 Aufl.